# Ekrem İmamoğlu
Ekrem İmamoğlu (AFI: /ecˈɾæm iˈmamoːɫu/; n. 3 iunie 1971, Akçaabat, Provincia Trabzon, Turcia)  este un om de afaceri turc, dezvoltator imobiliar și politician social-democrat care servește ca al 32-lea primar al Istanbulului. A fost ales prima dată cu 4,1 milioane de voturi și a câștigat cu o marjă de 13 mii de voturi împotriva adversarului său AKP la alegerile pentru primar din martie 2019 . A candidat în calitate de candidat comun al Alianței Națiunilor din Partidul Popular Republican (CHP) și Partidul Bun . El a servit doar din 17 aprilie 2019 până pe 6 mai 2019, când alegerile au fost anulate. Apoi a fost reales în alegerile reînnoite pe 23 iunie 2019, cu o marjă și mai mare de 800.000 de voturi. A candidat din nou pentru această funcție la alegerile pentru primarul de la Istanbul din 2024, în care a câștigat cu o majoritate de aproximativ 50%, asigurându-și încă un mandat de 5 ani. Anterior a fost primarul cartierului Beylikdüzü, din vestul Istanbulului, între 2014 și 2019. 
İmamoğlu a apărut ca un candidat neașteptat și a devenit candidatul comun al Alianței Națiunii pentru funcția de primar al Istanbulului, depășind concurenți mai proeminenți, precum Muharrem İnce, candidatul la președinție al CHP din 2018. În ajunul alegerilor, İmamoğlu a câștigat un avantaj mic în cursa pentru primar, rezultatele inițiale arătând că avansul său este de aproximativ 23.000 de voturi. Avantajul său a fost în cele din urmă redus la 13.729 de voturi după o serie de renumărări susținute de guvern.
İmamoğlu a depus jurământul ca primar al Istanbulului pe 17 aprilie, după încheierea tuturor renumărărilor. La 6 mai 2019, Consiliul Electoral Suprem s-a întrunit și a votat pentru anularea rezultatelor alegerilor pentru primar. Membrii Consiliului au acceptat obiecția Partidului Justiției și Dezvoltării cu privire la rezultatele alegerilor locale de la Istanbul, șapte membri ai Înaltei Curți votând pentru convocarea unor noi alegeri și patru împotrivă. Consiliul electoral a anulat, de asemenea, certificatul de primar al lui İmamoğlu până la repetarea alegerilor. Pe 23 iunie 2019 au avut loc noi alegeri în care İmamoğlu a fost reales ca primar cu o marjă de aproximativ 800.000 de voturi. El a depus jurământul la 27 iunie 2019. A fost reales cu o marjă largă la alegerile pentru primar din 2024. Datorită popularității sale, el este văzut ca un potențial candidat la președinția pentru următoarele alegeri prezidențiale din Turcia.
Acuzat din ianuarie 2022 pentru „insultarea oficialilor electorali”, acuzații despre care se spune că ar fi motivate politic, İmamoğlu a fost condamnat la 2 ani, 7 luni și 15 zile de închisoare și a fost interzis în politică de către un judecător pe 14 decembrie 2022  Interdicția politică nu a fost încă aplicată, deoarece trebuie mai întâi menținută de curtea de apel și Curtea de Casație.
Pe 19 martie 2025, İmamoğlu a fost arestat sub acuzația de corupție împreună cu peste 100 de persoane. Agenția Anadolu a raportat că İmamoğlu și alți câțiva sunt suspectați de extorcare, spălare de bani și nereguli privind licitații și achiziții, printre alte infracțiuni. İmamoğlu este, de asemenea, suspectat că a ajutat Partidul Muncitorilor din Kurdistan (PKK) în afara legii, formând o alianță cu o organizație umbrelă kurdă pentru alegerile municipale de la Istanbul. Cu o zi mai devreme, o universitate din Istanbul i-a invalidat diploma lui İmamoğlu, descalificându-l efectiv de a candida la următoarea cursă prezidențială.

## Tinerețe
İmamoğlu s-a născut în orașul Akçaabat, la vest de orașul Trabzon, pe 4 iunie 1970.. El a declarat însă că s-a născut cu adevărat în 1971. În timpul copilăriei a trăit în comunitățile rurale Cevizli și Yıldızlı, la sud-vest de Akçaabat. A absolvit Liceul Trabzon, unde a jucat fotbal amator și handbal. După absolvirea liceului Trabzon, a studiat la Universitatea Americană Girne din Kyrenia, Cipru de Nord și a jucat ca portar la Türk Ocağı Limasol SK  În 1987, familia sa s-a mutat la Istanbul. A urmat cursurile Universității din Istanbul și a primit o diplomă de licență în administrarea afacerilor și un master în managementul resurselor umane . După absolvire, s-a alăturat afacerii familiei sale în construcții. În 1995, s-a căsătorit cu Dilek Kaya și împreună au trei copii. În 2002 a devenit membru al consiliului de administrație al Trabzonspor și a fost și vicepreședinte al echipei de baschet Trabzonspor BK.

## Cariera politică
Întrucât tatăl lui İmamoğlu era membru al Partidului Patriei Mamă (ANAP), İmamoğlu a participat pentru scurt timp la aripa de tineret a partidului la începutul anilor 1990, deși familia mamei sale susținea Partidul Popular Republican. İmamoğlu s-a alăturat Partidului Popular Republican (CHP) în 2008 și a fost ales șef al aripii de tineret a partidului în 2009. La 16 septembrie 2009, el a fost selectat de CHP ca președinte al secției locale a partidului din districtul Beylikdüzü din Istanbul. Apoi a fost reales în această funcție pe 8 martie 2012, înainte de a demisiona pe 15 iulie 2013 pentru a candida la funcția de primar al districtului Beylikdüzü. Alegerile au avut loc la 30 martie 2014, ca parte a alegerilor locale din Turcia din 2014, iar İmamoğlu a câștigat cu 50,83% din voturi, învingându-l pe candidatul AKP Yusuf Uzun, care era și primarul în funcție.
După anunțul demisiei primarului municipalității Istanbul, Kadir Topbaș, pe 23 septembrie 2017, İmamoğlu a fost desemnat de CHP pentru a-l înlocui. La alegerile din Adunarea Municipală a Istanbulului pentru a îndeplini restul mandatului lui Topbaș, İmamoğlu a pierdut în fața candidatului AKP Mevlüt Uysal după trei tururi, printr-un vot majoritar de partid de 125 la 179.

### Alegerile pentru primar din 2019

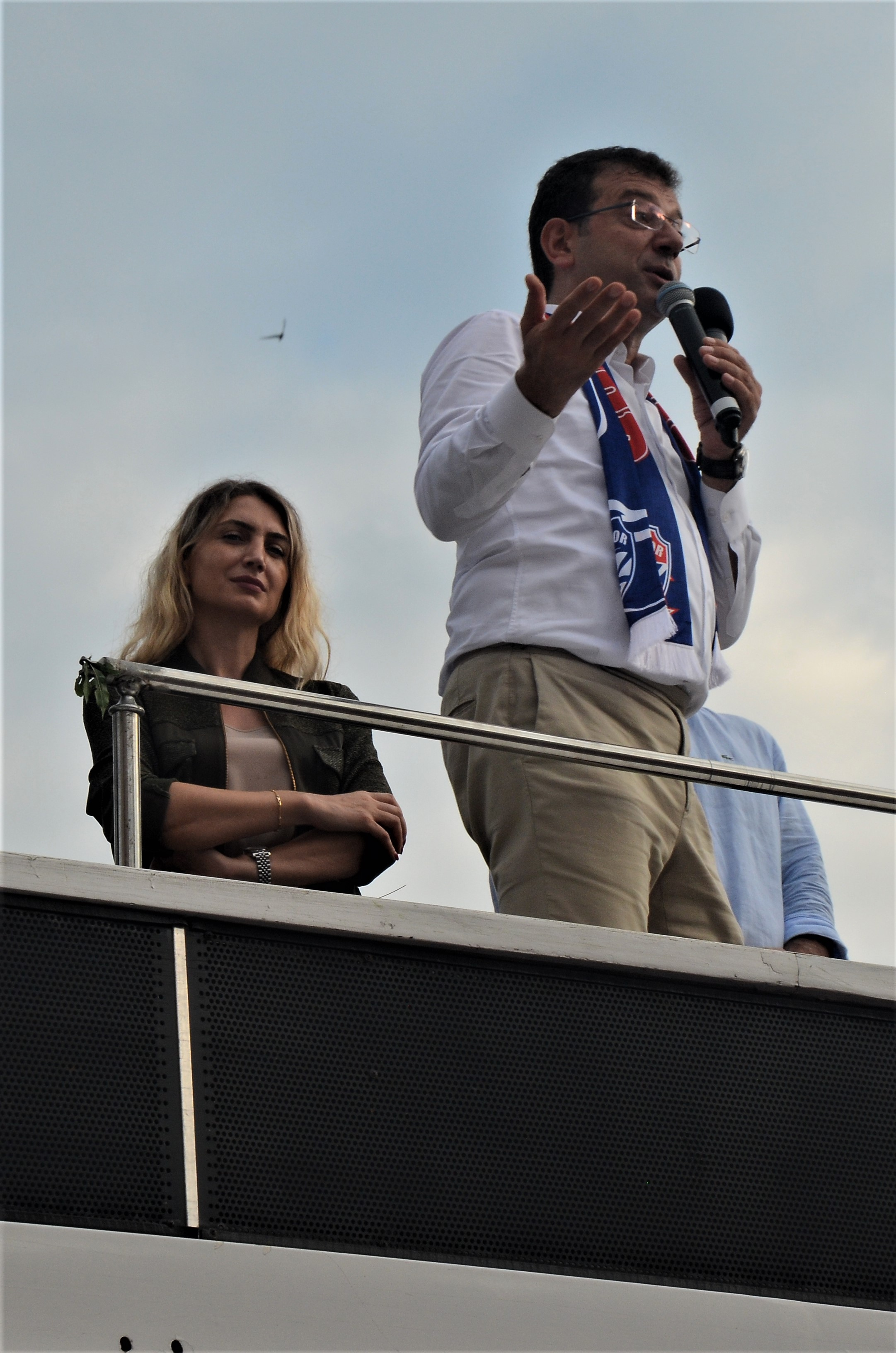
Ekrem İmamoğlu și soția sa Dilek în timpul campaniei electorale pentru primăria din Istanbul din iunie 2019, la Silivri.

CHP l-a nominalizat din nou pe İmamoğlu pentru alegerile pentru primăria din Istanbul din 2019, pe 18 decembrie 2018. Atât Partidul Bun, care a format o alianță cu CHP, cât și Partidul Democrat al Poporului (HDP) au refuzat să nominalizeze candidați, ceea ce ar putea fi sporit sprijinul pentru İmamoğlu.
În perioada premergătoare alegerilor, campania sa a primit atenție la nivel mondial pentru abordarea sa blândă și unificatoare, care a dus la o restrângere a sondajelor de opinie împotriva rivalului său, candidatul Alianței Populare Binali Yıldırım. Alegerile au avut loc la 31 martie 2019, iar İmamoğlu l-a învins pe candidatul Partidului AKP, Binali Yıldırım, cu aproximativ 25.000 de voturi, conform rezultatelor din ziua alegerilor publicate de Consiliul Electoral Suprem. După victoria sa care a avut loc deși AKP, partidul de guvernământ, l-a depășit semnificativ în cheltuieli și a primit mai multă acoperire mediatică, İmamoğlu a fost numit o stea în devenire în politica turcă și un potențial candidat pentru a-l contesta pe Recep Tayyip Erdogan la alegerile prezidențiale din Turcia din 2023.
Partidul AK a contestat rezultatele alegerilor în numele candidatului său, susținând că voturile anulate ar fi putut influența alegerile și a pus afișe mari în oraș care-l proclamau pe Yıldırım câștigătorul alegerilor. İmamoğlu, la rândul său, a acuzat partidul AK că nu știe să piardă. În urma unei renumărări susținute de guvern, avansul lui İmamoğlu a fost redus la aproximativ 16.000 de voturi.

## Primarul Istanbulului (2019-prezent)
İmamoğlu a depus jurământul ca primar al Istanbulului pe 17 aprilie, la 17 zile după alegeri, după încheierea tuturor renumărărilor. Mandatul său de primar a luat sfârșit când, la 6 mai 2019, Consiliul Electoral Suprem a anulat rezultatele alegerilor și l-a revocat din funcția de primar al Istanbulului. Potrivit YSK (Consiliul Electoral al Turciei), decizia a fost luată deoarece unii președinți și membri ai comisiilor electorale nu erau funcționari publici. Legea turcă prevede că aceștia trebuie să fie funcționari publici. Cu toate acestea, mulți au văzut această acțiune ca pe o mișcare de a anula voința alegătorilor, care i-au înmânat candidatului opoziției o victorie mică. Ali Yerlikaya a fost numit primar interimar de Ministerul de Interne al Turciei pe 7 mai 2019.
Pe 23 iunie 2019 au avut loc noi alegeri, în care İmamoğlu a fost reales ca primar al Istanbulului, cu un avans de peste 800.000 de voturi de data aceasta. După cea de-a doua înfrângere în fața lui İmamoğlu, Yıldırım a recunoscut înfrângerea și, de asemenea, l-a felicitat pe İmamoğlu pentru realegerea sa ca primar al Istanbulului. De asemenea, Erdoğan l-a felicitat pe İmamoğlu și a recunoscut că acesta a câștigat alegerile. İmamoğlu a depus apoi jurământul la 27 iunie 2019. În aceeași zi și-a primit și certificatul de primar pentru a doua oară.

### Acțiuni de mediu
İmamoğlu a început o acțiune de dragare continuă în Cornul de Aur, care a fost frecvent în atenția publicului datorită poluării apei. După mult timp, Cornul de Aur și-a recăpătat vitalitatea naturală, cu pești și delfini înotând în el. Transportul cu faetoni, care a fost subiect de discuții de mulți ani în Insulele Principilor, atât datorită situației cailor, cât și datorită bolilor infecțioase care afectează negativ sănătatea publică, a lăsat locul vehiculelor electrice prietenoase cu natura, ca urmare a „Atelierului de transport din Insulele Principilor”. Împotriva riscului de cutremur, care este prioritatea principală a Istanbulului, zonele riscante și clădirile putrezite sunt detectate prin scanări în tot orașul. İmamoğlu a criticat planurile guvernului turc de a construi Canalul de la Istanbul, care ar lega Marea Marmara și Marea Neagră printr-o a doua cale navigabilă lângă Bosforul natural.

### Acțiuni socioeconomice

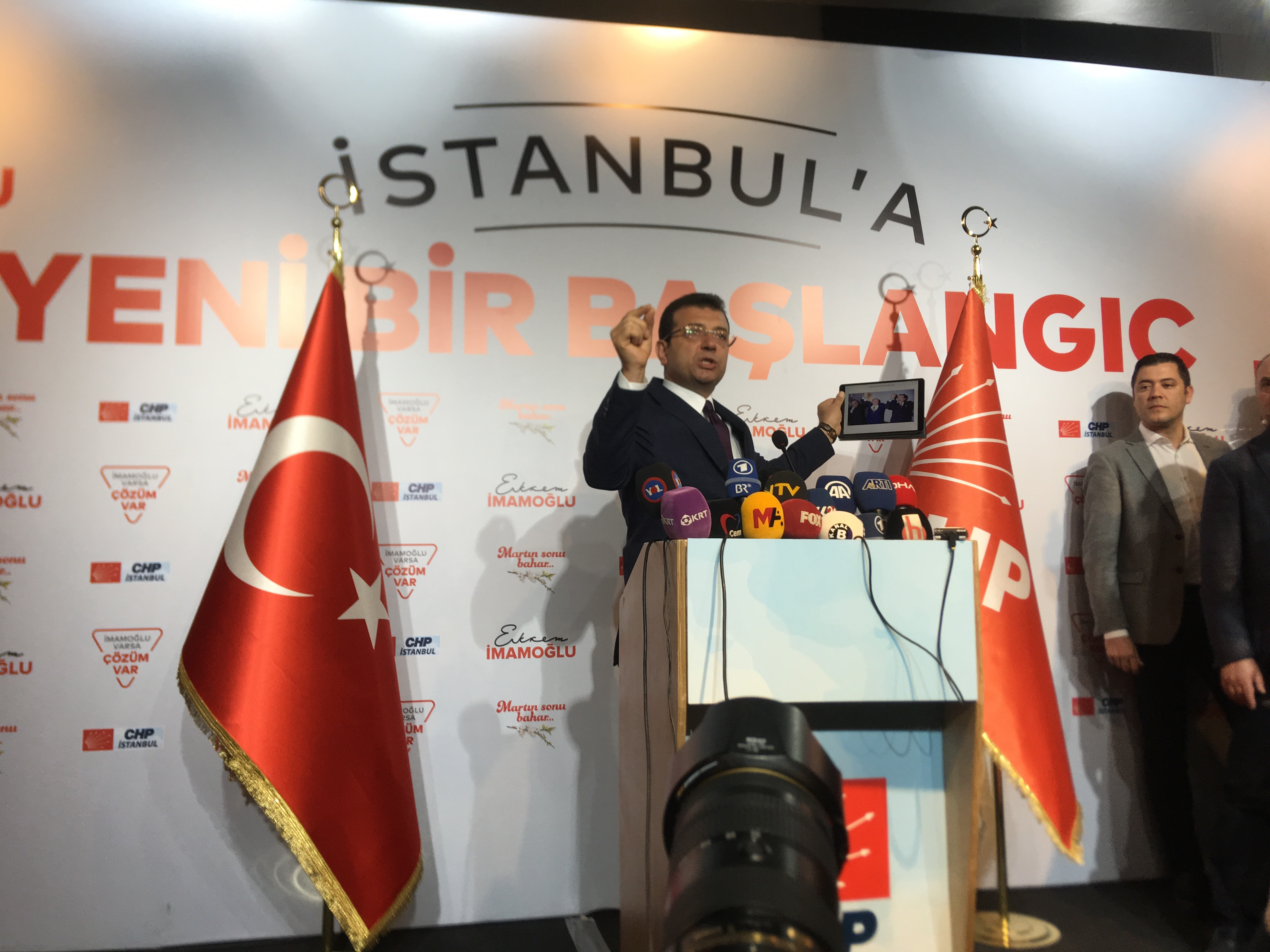
Ekrem İmamoğlu ținând un discurs în 2019

Proiectul Laptele Poporului care a început pentru ca copiii să aibă acces la lapte a ajuns la peste 130 de mii de copii. Proiectul Laptele Poporului a fost lansat pentru a preveni malnutriția, unul dintre cele mai importante pericole ale sărăciei urbane, și pentru a oferi sprijin economic și psihologic familiilor, de asemenea pentru a sprijini fermierii locali de lactate. Laptele, care este procurat de la producătorii din Çatalca și Silivri, oferind un buget de peste 3 milioane de lire turcești economiei locale, este livrat copiilor din Istanbul ca o sursă de hrană fiabilă și sănătoasă.
Grădinițele „Istanbul este Casa noastră”, care oferă șanse egale în educație copiilor care sunt lipsiți de educație preșcolară și familiilor acestora, au fost înființate ca centre care au fost planificate cu meticulozitate în conformitate cu nevoile fizice și sociale ale copiilor. În Istanbul, care găzduiește cele mai importante universități din Turcia, au fost oferite burse de sprijin educațional pentru 63 de mii de studenți pentru prima dată în istoria orașului. Odată cu reducerea lunară a taxei de abonament pentru studenți de la 80 TL la 50 TL, Istanbul a devenit orașul care oferă cel mai ieftin transport pentru studenți din Turcia.
Birourile regionale de ocupare a forței de muncă, unul dintre proiectele importante implementate de İmamoğlu, a permis ca peste 17 mii de cetățeni să își găsească locuri de muncă din iunie 2021. Mamelor cu copii cu vârste între 0 și 4 ani cu reședința în Istanbul li s-a oferit transport public gratuit în Istanbul. Cardul Mamei, care sporește participarea mamelor la viața socială și contribuie la economia familiei, a fost folosit de peste 8 milioane de ori până în prezent. A fost lansată o campanie de ajutor online, prin care solicită rezidenților mai bine să-i ajute pe locuitorii cu probleme financiare să-și plătească facturile neplătite, deoarece pandemia de coronavirus a pus în dificultate multe gospodării din cel mai mare oraș al Turciei. Persoanele care doresc să ajute pot participa în solidaritate printr-o platformă de încredere, donând tot ce doresc din pachetele de Sprijin pentru Familie, Mamă-Bebe și Suport pentru Studenți pregătite de İmamoğlu pentru a le livra celor aflați în nevoie. Proiectul Pâinea Poporului s-a transformat spontan într-o campanie de ajutor social după ce İmamoğlu a mulțumit unui cetățean binevoitor pentru că a cerut ca toată pâinea dintr-un chioșc mobil Halk Ekmek să fie plătită și livrată celor aflați în nevoie. Sprijinul oferit de filantropi pentru a le livra familiilor aflate în dificultate a depășit în total 1 milion de lire. 
Facturile de apă ale rezidenților din Istanbul au fost reduse cu până la 34% și dreptul omului la apă a fost introdus pentru fiecare cetățean al orașului. În consecință, 0,5 metri cubi, sau 500 de litri, din fiecare 2,5 metri cubi de apă consumați în locuințe este acum considerat un „drept al omului la apă”. La 9 ani după ce acest drept a fost acceptat de Consiliul ONU pentru Drepturile Omului, locuitorii Istanbulului încep să-și obțină drepturile pentru prima dată.
IMM acordă prioritate cooperativelor de femei în achiziționarea produselor care urmează să fie furnizate familiilor nevoiașe, cu mișcarea începută în toată Turcia, în special la Istanbul, pentru participarea femeilor la producție și evaluarea muncii femeilor. Pachetul de sprijin pentru nou-născuți a fost lansat pentru a sprijini familiile aflate în nevoie. Pachetele care conțin tot ce va avea nevoie un bebeluș și o mamă în primele 4 luni, de la biberoane la termometre, de la papuci la pijamale, de la șampon pentru bebeluși la scutece și cărți de instruire pentru familie, au ajuns la primele familii și continuă distribuția celor noi. În plus, familiile la care ajunge pachetul sunt vizitate de experți timp de un an, iar nevoile acestora sunt determinate.

### Construcții și infrastructură
Terminalul de autocare Esenler, unde mulți nou-veniți la Istanbul au fost primiți pentru prima dată și care era de mulți ani în atenția opiniei publice datorită stării sale periculoase a devenit un terminal sigur și confortabil ca urmare a unui proiect detaliat. Inundațiile, care aveau loc după ploi în majoritatea părților orașului și au cauzat mari pierderi financiare locuitorilor Istanbulului, au fost în mare parte eliminate. În decembrie 2020, lucrările au fost finalizate în 63 din 104 locații inundate cronic din Istanbul, sub coordonarea İmamoğlu. Șantierul naval Haliç, care nu a fost exploatat de mulți ani și este pe punctul de a se închide, și-a câștigat viață atât din punct de vedere istoric, cât și din punct de vedere funcțional, cu munca meticuloasă realizată de İmamoğlu. Șantierul naval se angajează și la producția de Sea Taxis, care vor fi puse în funcțiune de către İmamoğlu în viitorul apropiat. Ca urmare a lucrărilor care au început cu scopul ca İmamoğlu să se concentreze pe sistemele feroviare în noua perioadă și să facă sistemele feroviare coloana vertebrală a transportului public, İmamoğlu a susținut pe Twitter că Istanbul a devenit orașul cu cele mai multe construcții de metrou realizate în același timp. Din cauza lipsei de fonduri pentru o lungă perioadă de timp, construcția a 103,4 kilometri de metrou, împărțiți în 10 linii, dintre care majoritatea erau incomplete sau nu a început niciodată, a fost oprită. Au fost asigurate fonduri de la instituții financiare, care și-au câștigat încrederea abordării de management bazate pe transparență și merit la Istanbul, pentru mișcarea care a pus capăt unei risipi de 11 miliarde de lire. Linia de tramvai Eminönü-Alibeyköy, care a fost oprită din cauza unor probleme de finanțare, a fost finalizată în noua perioadă a İmamoğlu și deschisă în serviciul locuitorilor orașului.

### Proiecte culturale

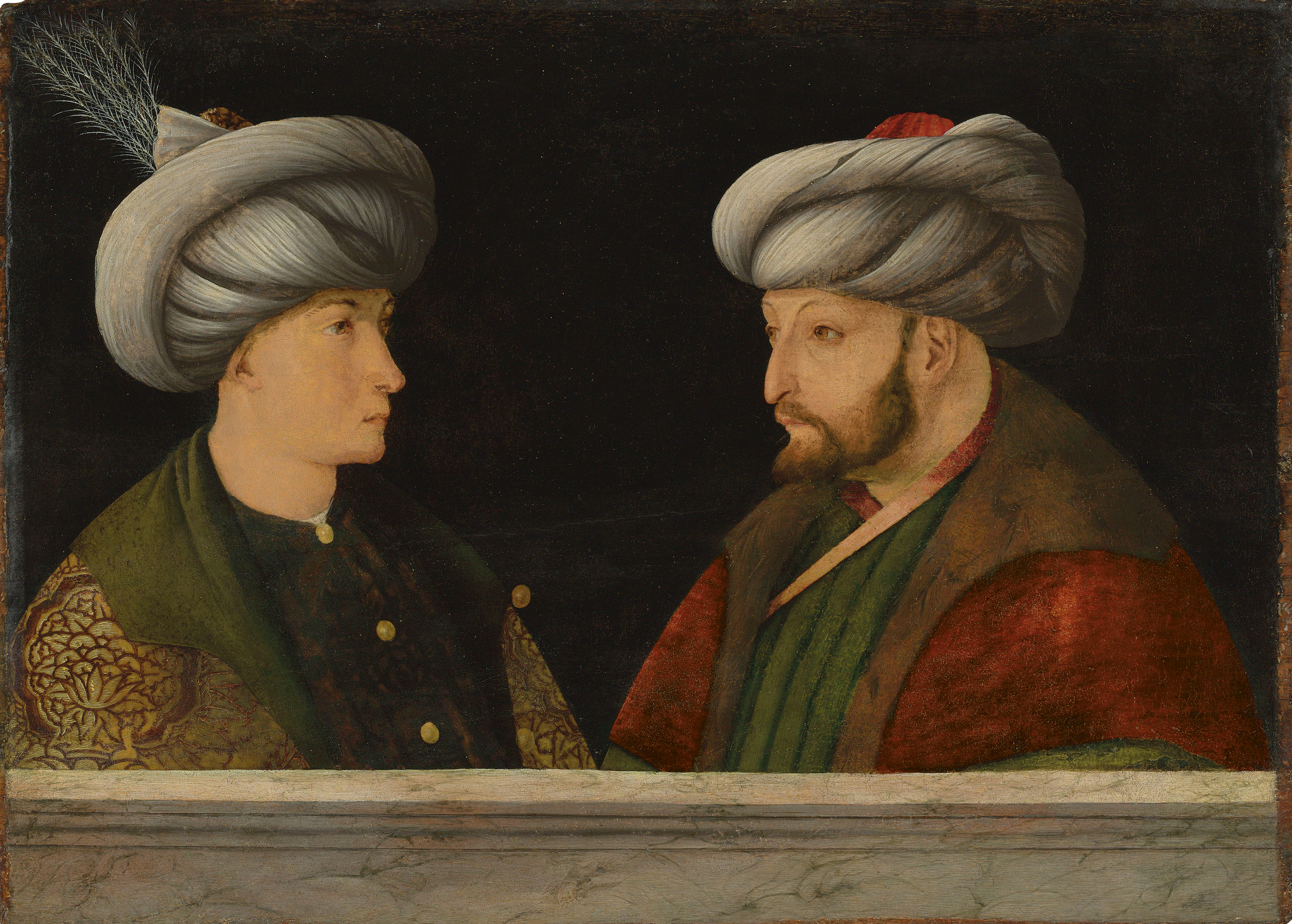
Portretul sultanului Mehmed al II-lea cu un tânăr demnitar, Gentile Bellini

IMM a cumpărat portretul vechi de 540 de ani al lui Mehmed Cuceritorul la o licitație deschisă de Galeria Națională din Londra . Au fost implementate două proiecte diferite pentru a sprijini muzicienii și teatrele care au fost supuse unui proces dificil din cauza pandemiei, care a determinat oprirea completă a activităților culturale și artistice.

### Agricultură
Pentru a sprijini fermierii, İmamoğlu a oferit hrană pentru animale și puieți către 474 de producători agricoli. 16.380 de tone de culturi au fost obținute în 2020 odată cu reintroducerea terenurilor care au rămas nefolosite în circuitul agricol.

### Presupusa tentativă de asasinat
La 1 decembrie 2020, OdaTV a raportat că Statul Islamic a complotat să-l asasineze pe İmamoğlu. S-a raportat că un grup de militanți ISIS a fost prins. De asemenea, paznicii lui İmamoğlu au fost instruiți să „fie mai atenți” pe 23 noiembrie 2020. Ministrul de Interne Süleyman Soylu a spus: „Primim astfel de informații din când în când, dar nu sunt dezvăluite publicului”, dar Poliția turcă a negat că a existat o tentativă de asasinat. De asemenea, a respins afirmațiile conform cărora asasinii au fost reținuți.

### Proces
Pe 14 decembrie 2022, Ekrem İmamoğlu a fost condamnat la doi ani de închisoare pentru că numise Consiliul Electoral Suprem al Turciei „fraieri” cu trei ani înainte. Hotărârea a fost văzută ca o încercare a guvernului Erdogan de a centraliza puterea împotriva opoziției populare și de a elimina un potențial rival politic. Procesul a atras o condamnare internațională largă și au fost organizate proteste în fața municipalității din Istanbul, ca răspuns la acesta. În plus, primarii europeni s-au adunat la Istanbul într-o demonstrație de susținere.

### Alegerile prezidențiale din 2023

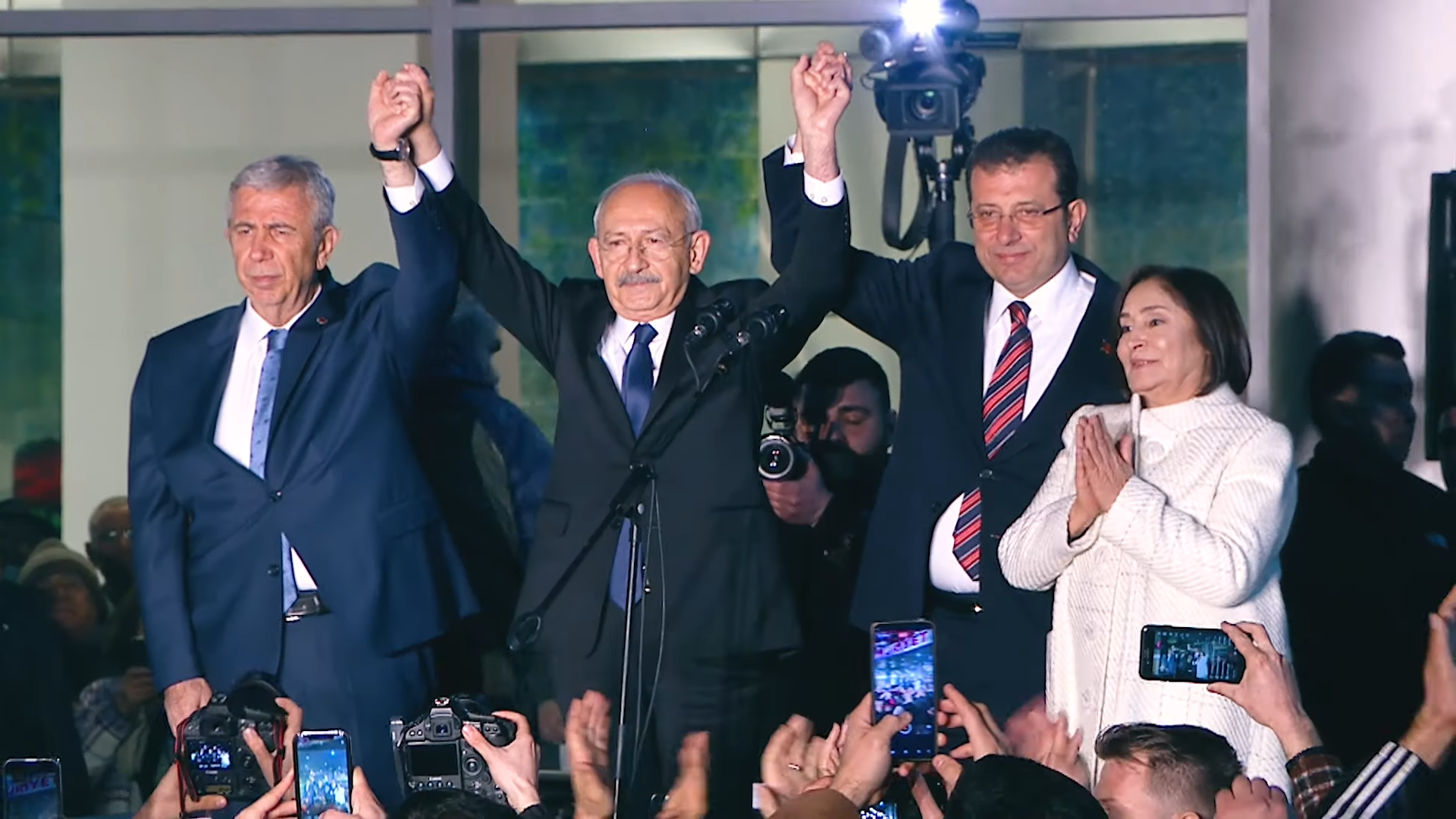
Anunțul lui Ekrem İmamoğlu și Mansur Yavaș ca candidați la vicepreședinție de către Kemal Kılıçdaroğlu

Pentru alegerile prezidențiale din Turcia din 2023, liderul Partidului Popular Republican, Kemal Kılıçdaroğlu și-a declarat candidatura.  Ekrem İmamoğlu, Mansur Yavaș și liderii a cinci partide din Alianța Națiunii au fost numiți drept candidați la vicepreședinte.
Pe 7 mai, Ekrem İmamoğlu a fost atacat în timpul unui miting pro-Kılıçdaroğlu în Erzurum . Mitingul său a fost întrerupt și cu pietre au fost aruncate de o mulțime de aproximativ 200 de oameni,  care au atacat atât oamenii adunați pentru miting, cât și İmamoğlu. İmamoğlu a spus că cel puțin 9 persoane din mulțimea de la miting au fost rănite de pietrele aruncate de atacatori. Ulterior s-a raportat că 17 persoane au fost rănite grav și transportate la spital. Oficialii guvernamentali și membrii partidului de conducere i-au lăudat pe atacatori și l-au învinovățit pe İmamoğlu pentru că a găzduit mitingul de la Erzurum.
După victoria președintelui turc Recep Tayyip Erdogan în scrutinul prezidențial din 28 mai 2023, İmamoğlu a cerut schimbări semnificative în cadrul Partidului Popular Republican (CHP) de opoziție.
În timpul unei conferințe de presă din 7 iunie, İmamoğlu l-a contestat oblic pe liderul CHP, Kemal Kilicdaroglu, susținând că schimbările cosmetice, cum ar fi dizolvarea și reînnoirea comitetului central de conducere al partidului, ar fi insuficiente pentru a realiza o adevărată transformare.
La 28 iulie, el a scris o scrisoare către ziarul Oksijen în care explică ce înțelege prin „schimbare în cadrul partidului său”. Scrisoarea sa a venit la o zi după ce a declarat că societatea a cerut ca conducerea și administrația CHP să fie schimbate. Într-o scrisoare cuprinzătoare, İmamoğlu a declarat că actualele structuri ale partidelor politice „nu răspund nevoilor Turciei”.

### Arestarea din 2025
Pe 19 martie 2025, İmamoğlu a fost arestat de poliția turcă sub acuzația de presupusă corupție împreună cu peste 100 de persoane. De asemenea, s-a presupus că a ajutat Partidul Muncitorilor din Kurdistan (PKK). La 18 martie 2025, Universitatea din Istanbul a anulat diploma lui İmamoğlu, invocând nereguli, care îl împiedică să candideze la funcția de președinte .  Decizia a venit cu doar câteva zile înainte ca opoziția să-l nominalizeze drept candidat la președinția pentru alegerile din 2028. 
După arestarea sa, partidul lui İmamoğlu, CHP a numit-o o „lovitură de stat civilă” și a cerut proteste la nivel național. Ulterior, guvernatorul Istanbulului, Davut Gül, a impus o interdicție de 4 zile a protestelor din oraș. În ciuda restricțiilor, protestatarii s-au adunat în afara municipiului Șișli și au susținut sloganuri în sprijinul lui İmamoğlu.

## Poziții politice

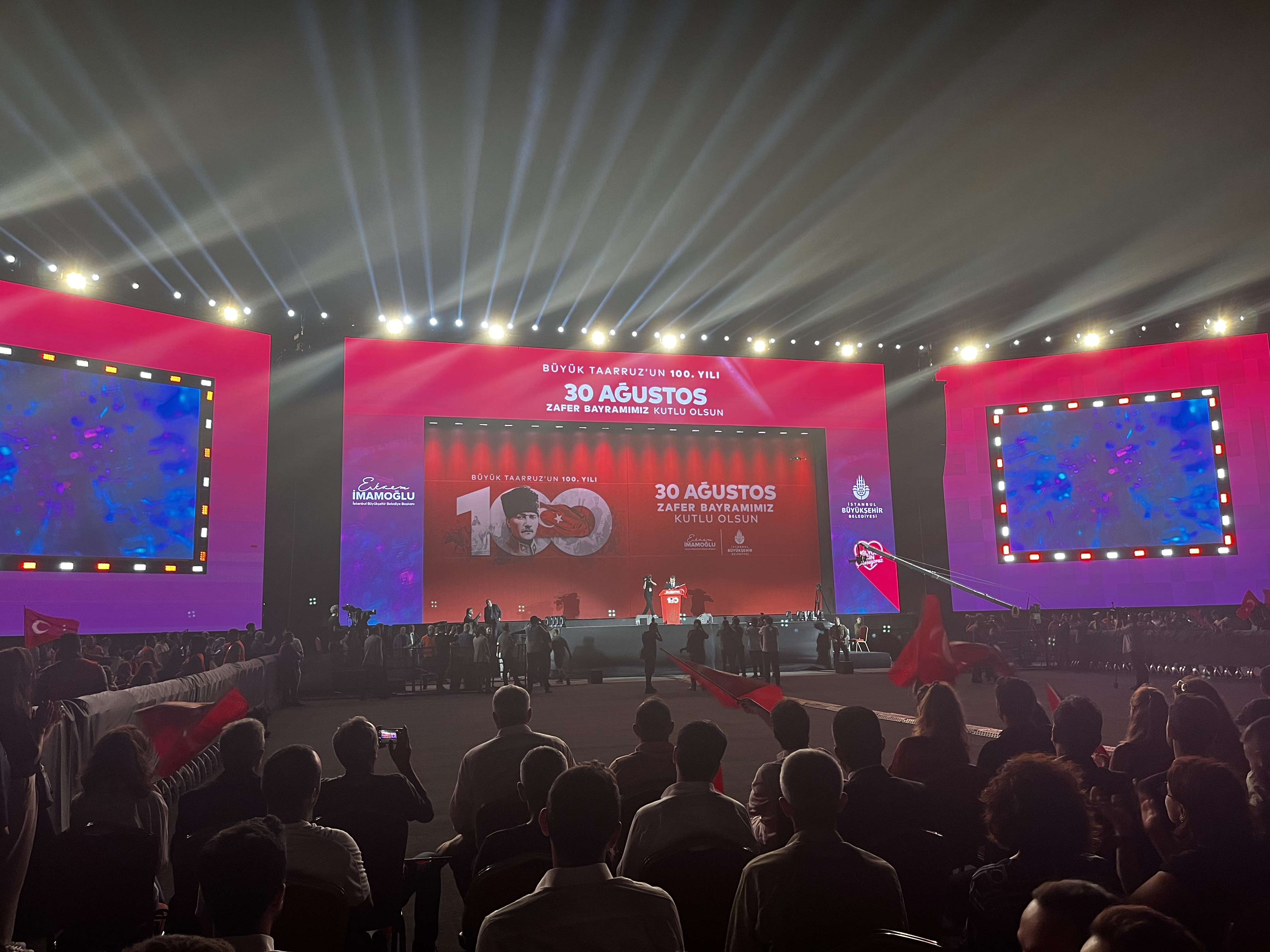
Sărbătorile de sărbătoare publică pe 30 august la Yenikapı cu Ekrem İmamoğlu

İmamoğlu se descrie ca un social-democrat și că a devenit social-democrat în timpul educației sale în Cipru, după ce a fost influențat de prietenii săi. Într-un act care a fost considerat opoziție la corupție, el a afișat coloane cu sute de mașini în Piața Yenikapı, care au fost închiriate de administrația pe care a reușit-o. İmamoğlu a condamnat, de asemenea, interzicerea de către guvern a unei adaptări în limba kurdă a trompetelor și zmeurii lui Dario Fo din cauza presupusului său sprijin pentru Partidul Muncitorilor din Kurdistan (PKK). La un summit al primarilor de la Copenhaga, Danemarca, el și-a unit forțele cu alți primari și a discutat despre cum să-și facă orașele mai bine pregătite pentru schimbările climatice . İmamoğlu a primit premiul Kybele pentru prietenie germano-turcă în noiembrie 2019. Premiul a fost înmânat lui İmamoğlu de fostul președinte german Christian Wulff . În legătură cu reconvertirea muzeului Hagia Sofia într-o moschee, İmamoğlu a declarat că „pentru mine a fost o moschee din 1453”.

### Critici la adresa Hamas și a Israelului
În aprilie 2024, İmamoğlu a condamnat public Hamas, etichetându-l drept „organizație teroristă”. Într-un interviu acordat CNN, İmamoğlu și-a exprimat regretul față de atacurile din 7 octombrie efectuate de Hamas în Israel, afirmând că orice grup responsabil de atacuri teroriste organizate și crime în masă ar trebui să fie considerat o organizație teroristă. În același timp, İmamoğlu a criticat și „opresiunea brutală” a palestinienilor din Israel, cerând încetarea violenței împotriva palestinienilor nevinovați, inclusiv a femeilor și a copiilor.

### Drepturi LGBT
La două zile după ce İmamoğlu a preluat pentru prima dată funcția, cea de-a 27-a Gay Pride din Istanbul a fost din nou interzisă de Biroul Guvernatorului din Istanbul, organismul administrativ regional aflat în subordinea guvernului central. Corespondenții internaționali i-au solicitat opinia, iar politicianul a răspuns că nu va fi niciodată un primar care disociază sau pune la îndoială vreo viață, formă, credință sau filozofie de viață. În 2020, pentru nega acuzațiile unor ziare că proiectează un proiect de legalizare a căsătoriei între persoane de același sex, İmamoğlu a declarat că autoritățile au responsabilitatea de a proteja drepturile civile ale cetățenilor LGBT, dar a remarcat, de asemenea, că „societatea nu este pregătită pentru legalizarea căsătoriei între persoane de același sex”. În timpul administrației sale, un oficial de la SPoD, o organizație proeminentă de studii LGBT din Turcia, a fost ales în Comitetul executiv al Consiliului Urban din Istanbul, făcându-i prima persoană LGBT care a deținut vreodată un mandat.